# Sten Jonson

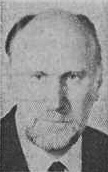
Sten Jonson

Sten Birger Jonson, född 10 oktober 1918 i Stockholm, död 23 december 2010, var en svensk arkitekt.
Jonson, som var son till arkitekt Birger Jonson och Helny Gustafsson, avlade studentexamen 1937 och utexaminerades från Kungliga Tekniska högskolan 1944. Han blev arkitekt på länsarkitektkontoret i Umeå 1945, hos arkitekt Anders Tengbom 1947, var innehavare av arkitektfirma S.B. Jonson AB från 1948 och bedrev konsulterande verksamhet från 1960. Han var byggnadssakkunnig i Överstyrelsen för yrkesutbildning 1957–1964, stadsarkitekt i Djurö landskommun från 1952 och i Värmdö landskommun från 1957. Han ritade bland annat badhus i Kiruna, hotell i Tylösand, skolor i Kiruna, Djurö och Härnösand, ungdomsvårdsskolor, Stockholms läns landstings anstalt Björnkulla i Huddinge landskommun samt utförde fritidsplaner och generalplaner. Sten Jonson är begravd på Skogskyrkogården i Stockholm.